# Nikolaus Röslmeir

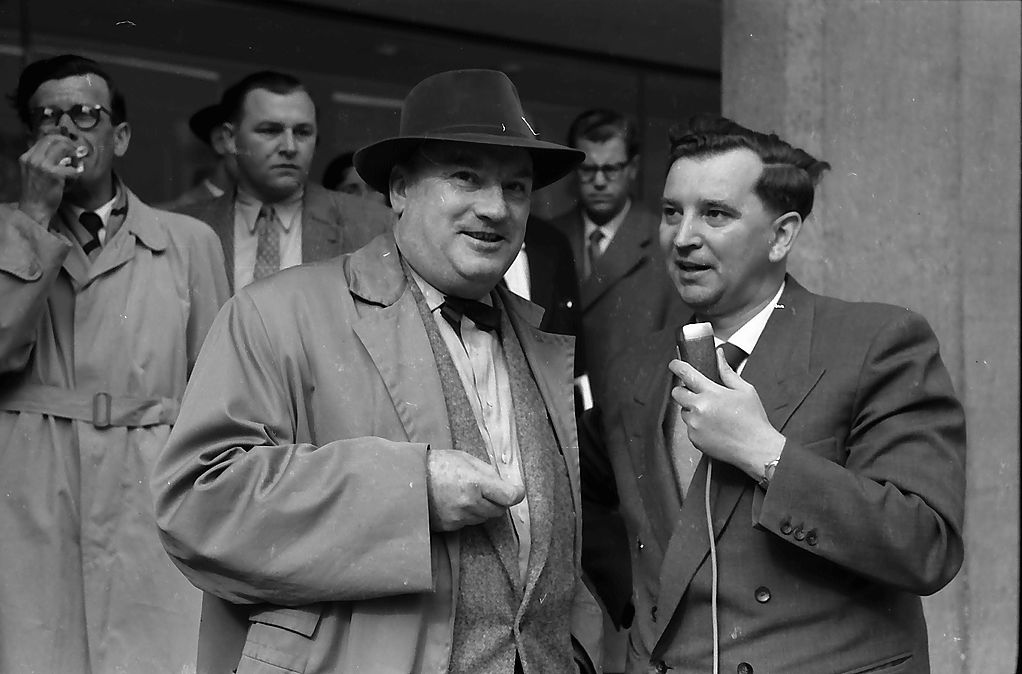
Nikolaus Röslmeir bei einem Radiointerview (1957)

Nikolaus Röslmeir (* 28. April 1901 in Bad Tölz; † 30. Dezember 1977 in Freiburg im Breisgau) war ein deutscher Bildhauer.

## Leben
Als Nikolaus Röslmeir zehn Jahre alt war, zog seine Familie nach Freiburg im Breisgau. Dort begann er 1915 eine Ausbildung zum technischen Zeichner und arbeitete danach im Atelier von Ludwig Kubanek als Plastiker. Von 1925 bis 1927 studierte er an der Akademie der Bildenden Künste München in der Bildhauerklasse bei Joseph Wackerle. Bis 1933 besuchte er zu Studienzwecken mehrmals an den Vereinigten Staatsschulen für freie und angewandte Kunst in Berlin die Kurse von Fritz Klimsch. Ab 1930/31 betätigte sich Röslmeir als selbständiger Bildhauer in Freiburg.
Bei dem Wettbewerb „Aus dem Leben der Hitlerjugend“ erhielt er 1936 zwei erste Preise, für eine Großplastik aus Stein und für eine Arbeit zur Gestaltung des Freiburger Mösleparks. Zwei hierfür angefertigte Hitlerjungen wurden, befreit von erkennbaren Nazi-Attributen, nach dem Zweiten Weltkrieg als „Pfadfinder“ getarnt bei der Lortzingschule aufgestellt. Die aus Kunststein gefertigten Hitlerjungen wurden 1982 in das Depot des Augustinermuseums verlagert, sie waren wohl inzwischen zu peinlich geworden, zumal in der 1953/54 gebauten Freiburger Lortzingschule auch noch Wandmalereien mit NS-Motiven von Adolf Riedlin zu sehen sind. Der Freiburger Museumsdirektor Werner Noack sprach bei Röslmeir von einer „ziemlich gute[n] Begabung auch für Bildnisse und monumentale Arbeiten“, als er ihn den Nationalsozialisten zusammen mit 29 Malern und sieben Bildhauern zur Ausführung von „Kunst im Geist der neuen Zeit“ empfahl.
1941 wurde er zum Militärdienst eingezogen und war zur Ausbildung in Donaueschingen, dann von 1942 bis 1944 in Altkirch im Elsass stationiert. Für künstlerische Arbeiten war er jedoch freigestellt und schuf in dieser Zeit den Orpheus für das Bühnenportal des Stadttheaters von Colmar.
Sein Atelier in Freiburg wurde beim Bombenangriff auf die Stadt am 27. November 1944 zerstört. Daraufhin kehrte er 1945 nach Bald Tölz in sein Elternhaus zurück, wo seine verwitwete Mutter lebte. 1955 eröffnete er ein neues Atelier in Freiburg, dort konnte er einige öffentliche Aufträge erlangen, obwohl er wegen seiner Nähe zum Nationalsozialismus als belastet gelten konnte.

## Werk

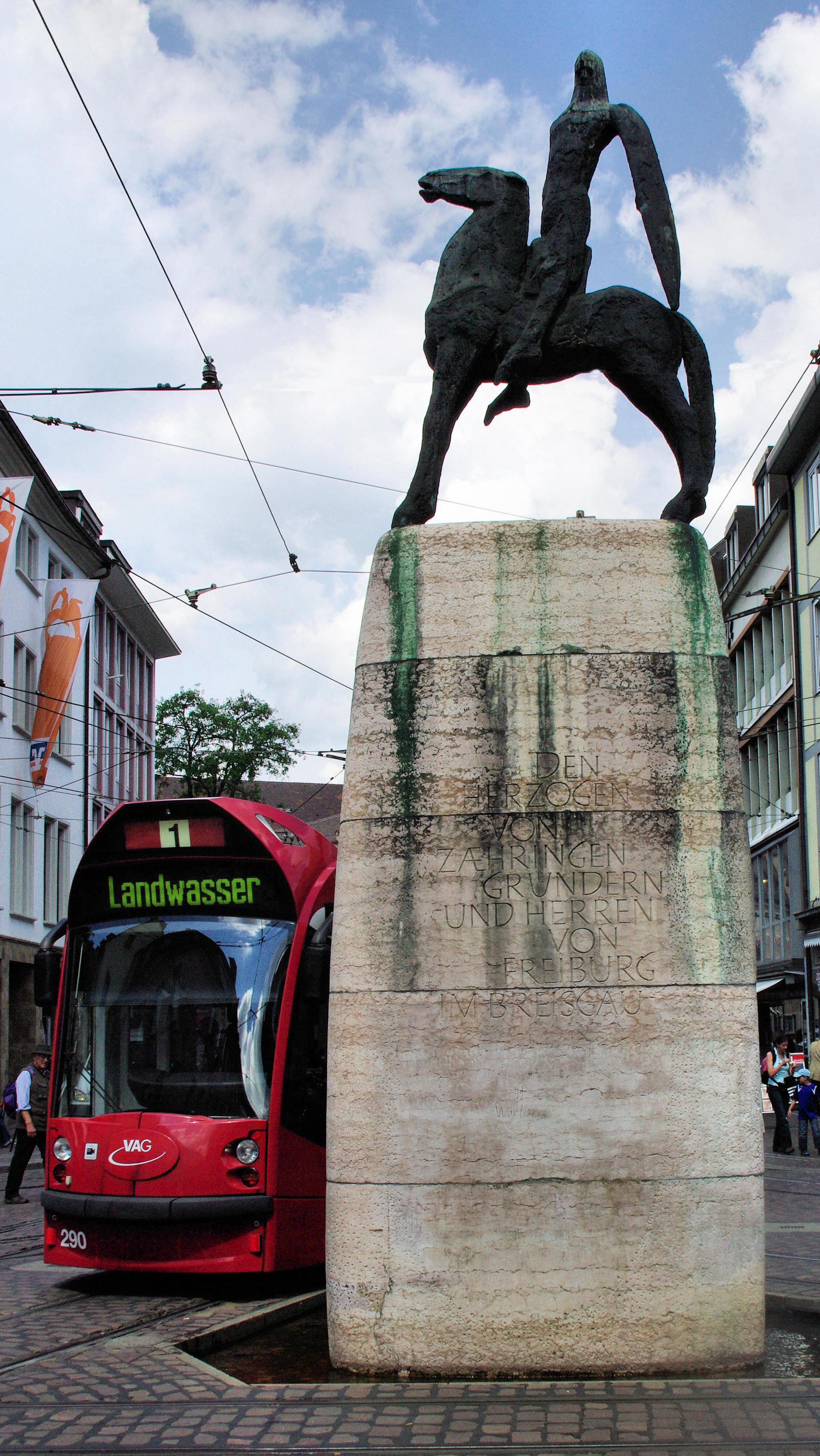
Neuer Bertoldsbrunnen

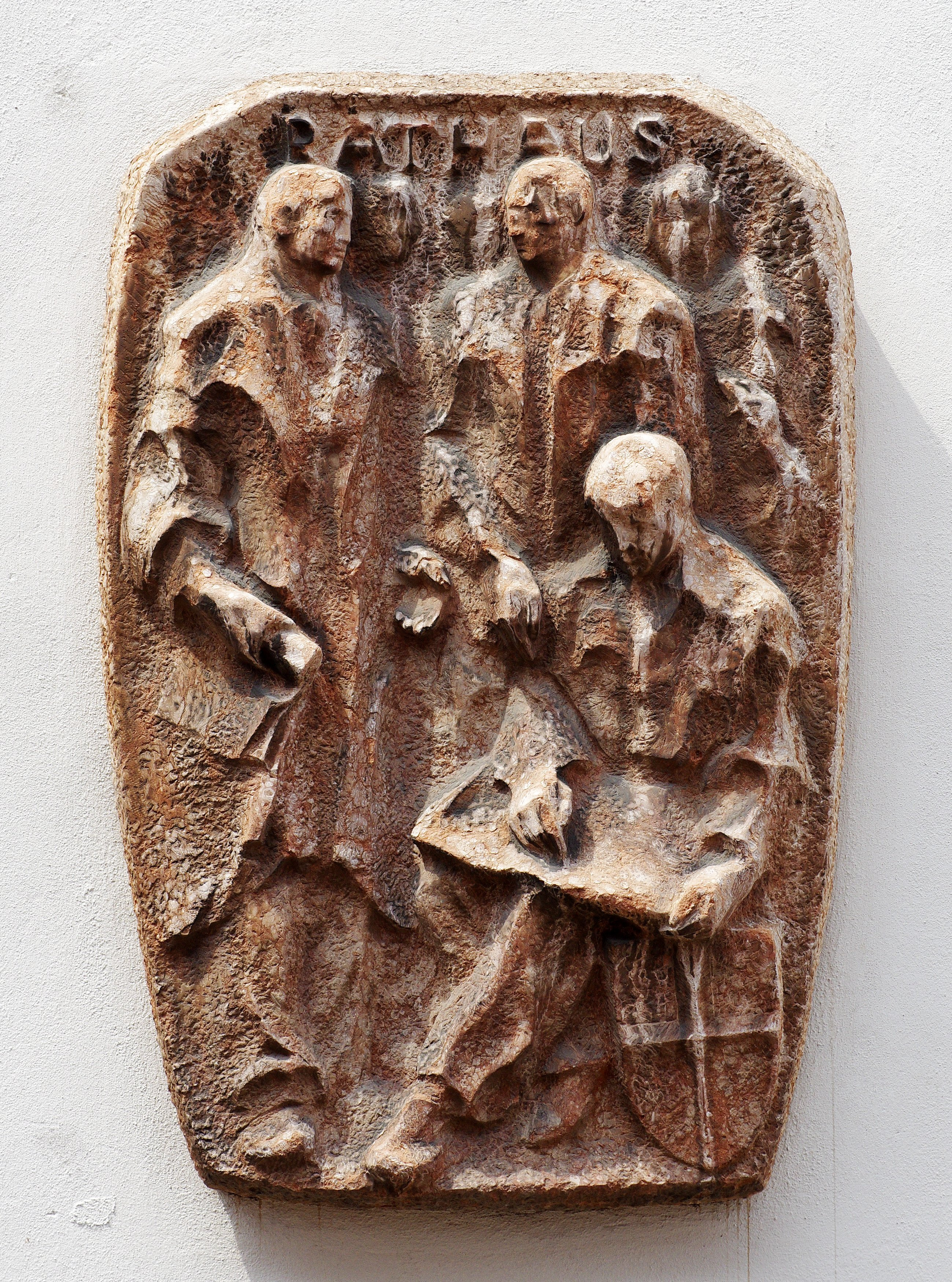
Wandplakette am Anbau des alten Rathauses

Die Arbeit Röslmeirs begann mit Zeichnungen, die er anschließend in Plastilin oder Gips modellierte, und in Bronze oder Stein ausführte.
Röslmeirs Schaffen blieb hauptsächlich auf den Raum Freiburg, den er zu seiner Wahlheimat gemacht hatte, beschränkt. Sein Hauptwerk ist der neue Freiburger Bertoldsbrunnen, der 1965 enthüllt werden konnte. Weitere Werke in Freiburg sind ein Homer-Wandrelief am Neubau des Berthold-Gymnasiums aus dem Jahr 1958, ein Wandrelief am Anbau des Alten Rathauses mit Ratsherren und Wappen (1962) und ein Sandsteinbrunnen mit einer Poseidon-Figur im Hof des Regierungspräsidiums (1975). Seine bronzene Prometheus-Plastik im Hof der Weiherhofschule wurde 1980 von seiner Schülerin Hanne Gollrad vollendet.
Für den deutschen Soldatenfriedhof in Dagneux schuf er eine Großplastik mit dem Titel „Trauernde“. Während seiner Zeit in Bad Tölz entstand ein Denkmal für die Opfer der Penzberger Mordnacht.